# Hussein Farrah Aidid
Hussein Mohamed Farrah Aidid (somali:  Xuseen Maxamed Faarax Caydiid, em árabe: حسين محمد فارح عيديد), (Mudug, 16 de agosto de 1962) é um veterano do Corpo de Fuzileiros Navais dos Estados Unidos e ex-presidente da Somália. Ele é filho do General Mohamed Farrah Aidid.
Nascido em Beledweyne, Farrah é filho de Mohamed Farrah Aidid e às vezes é conhecido como Hussein Mohamed Farrah Aidid, Hussein Aidid ou Aidid Junior. Ele emigrou para os Estados Unidos quando tinha 17 anos de idade, e frequentou a Covina High School, em Covina, Califórnia, graduando-se em 1981.
Em abril de 1987, Farrah se alistou no Corpo de Fuzileiros Navais dos Estados Unidos. Após a sua formação, passou a servir na base dos fuzileiros navais na reserva em Pico Rivera, Califórnia, como um atirador na Bateria B no 14º Regimento da Marinha. Atuou na Somália, como tradutor durante a Operação Restore Hope, tendo sido escolhido porque era o único marine que falava somali.  Após a sua dispensa, permaneceu nos Estados Unidos e se tornou um cidadão naturalizado.
Quando completou 30 anos de idade, Farrah foi selecionado pelo clã Habar Gidir como sucessor de seu pai e voltou para a Somália. Após a morte de seu pai, em 1 de agosto de 1996, Hussein foi empossado como "presidente interino", e tornou-se líder da Aliança Nacional Somali (SNA), a mesma aliança que seu pai liderava contra as forças estadunidenses. Farrah era visto pelo Ocidente como uma oportunidade de melhoria para as relações entre eles e a Somália.
Em 22 de dezembro de 1997, ele renunciou ao contestado título de presidente ao assinar a Declaração do Cairo, no Cairo, Egito, após um processo de paz entre a administração Salbalar e o Grupo Soodare.